# Molly Parker

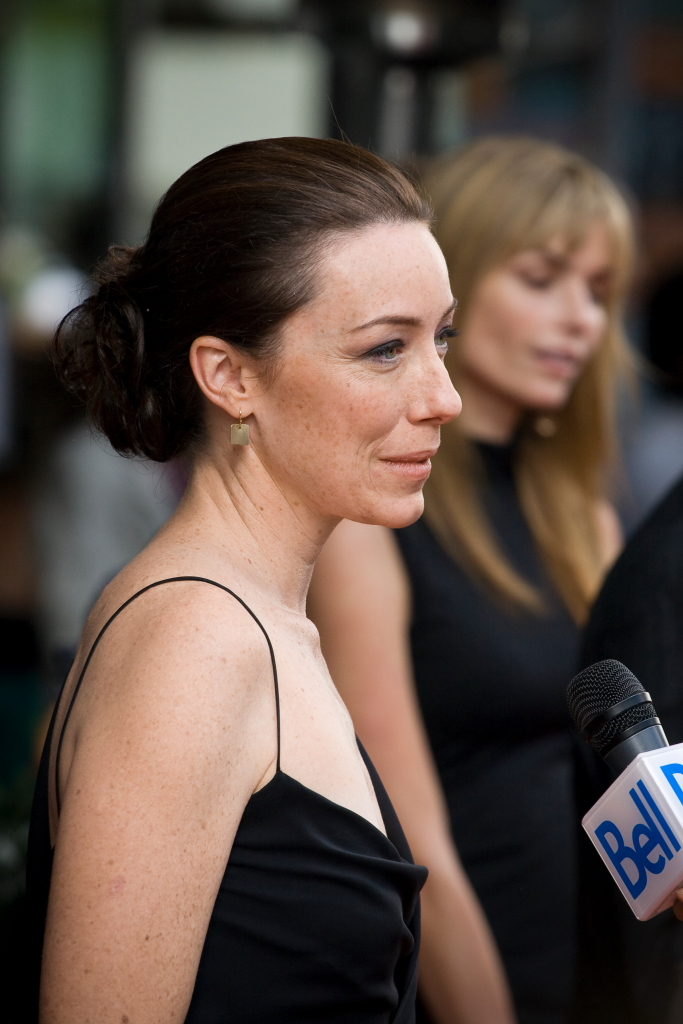
Molly Parker na Międzynarodowym Festiwalu Filmowym w Toronto w 2010

Molly Parker (ur. 17 lipca 1972 w Maple Ridge) – kanadyjska aktorka filmowa i telewizyjna.

## Życiorys
Uczyła się w szkole baletowej, po ukończeniu szkoły średniej dzięki wujkowi zaczęła otrzymywać pierwsze niewielkie role w kanadyjskich produkcjach telewizyjnych. Kształciła się następnie w Gastown Actors' Studio w Vancouver. Dostrzeżona została po występie w filmie telewizyjnym Serving in Silence u boku m.in. Glenn Close.
Kilkakrotnie otrzymywała nominacje do nagród branżowych, w tym do nagród Genie przyznawanych przez Kanadyjską Akademię Filmową i Telewizyjną. Otrzymała ją dwukrotnie – dla najlepszej aktorki pierwszoplanowej za rolę w Zimnym pocałunku (1997) i dla najlepszej aktorki drugoplanowej za występ w Last Wedding (2002).
W latach 2004–2006 wcielała się w Almę Garret, jedną z głównych postaci serialu Deadwood. W 2012 grała w produkcji telewizyjnej The Firm. W 2014 pojawiła się w serialu House of Cards w roli demokratycznej parlamentarzystki Jacqueline Sharp.

## Filmografia
Filmy
- 1993: Zastępstwo
- 1995: Lot 174
- 1996: Zimny pocałunek
- 1996: Hard Core Logo
- 1996: Titanic
- 1997: Intensity
- 1999: The Five Senses
- 1999: The Taste of Sunshine
- 1999: Wonderland
- 2000: Suspicious River
- 2000: Przebudzenie miłości
- 2001: The War Bride
- 2001: The Center of the World
- 2001: Last Wedding
- 2001: Rare Birds
- 2002: Faceci z miotłami
- 2002: Marion Bridge
- 2002: Pure
- 2002: Max
- 2004: Dobry pasterz
- 2005: Nine Lives
- 2005: Break A Leg
- 2006: Kult
- 2006: Hollywoodland
- 2006: Who Loves the Sun
- 2009: Droga
- 2012: Hemingway i Gellhorn
- 2012: Pokój zabaw
- 2013: Hold Fast
- 2016: Darwin
- 2016: 9. życie Louisa Draxa
- 2016: Weirdos[1]
- 2016: Amerykańska sielanka[1]
- 2017: Drobne zbrodnie[1]
- 2017: 1922
- 2017: Madeline i Madeline
- 2017: Deadwood: Film
- 2020: Words on Bathroom Walls
- 2020: Cząstki kobiety
- 2021: Dżokej

Seriale TV
- 1995: Nieśmiertelny
- 1995: Szeryf
- 1996: Gliniarz z dżungli
- 1996: Mroczne dziedzictwo
- 2000: Twitch City
- 2002: Sześć stóp pod ziemią
- 2004: Deadwood
- 2008: Imprezowo
- 2010: Human Target
- 2010: Tożsamość śledztwa
- 2011: Dexter
- 2012: The Firm
- 2014: House of Cards[1]
- 2016: Goliath[1]
- 2018: Zagubieni w kosmosie[1]